# Краснокамский ремонтно-механический завод
Краснокамский ремонтно-механический завод (Краснокамский РМЗ) — совместное итало-российское предприятие — изготовитель металлических конструкций.
Полное фирменное наименование — общество с ограниченной ответственностью «Краснокамский ремонтно-механический завод».
Предприятие базируется в городе Краснокамске, Пермский край.

## История
Краснокамский РМЗ был основан 1 октября 1973 года на основании приказа Пермского треста «Мелиоводстрой» от 25.09.1973 года. На момент основания будущий завод назывался Центральной ремонтно-механической мастерской (ЦРММ). Основной деятельностью ЦРРМ являлся ремонт мелиоративной техники. Кроме этого, на ЦРММ занимались ремонтом ходовой части тракторов, капитальным ремонтом узлов и агрегатов тракторов Т-100 для организаций мелиорации, изготавливали трубы для осушения и орошения разных типов почв, проводили техническое обслуживание и ремонт тракторов.
Первым директором ЦРММ был назначен Валентин Тарасов, затем через небольшие периоды работы на посту директора его сменили Евгений Гордеев, Анатолий Шелковников, Ефим Гирштель, Юрий Савин (он затем стал директором Краснокамского машиностроительного завода). В 1986 году директором ЦРММ был назначен главный инженер Виктор Куренков, который проработал в этой должности до 2001 года.
В 1993 году ЦРММ была переименована в Краснокамский ремонтно-механический завод.
В 90-е годы для выживания завода руководство стало развивать новые направления деятельности: на предприятии занялись ремонтом автобусов, выпуском шлакоблоков и металлических киосков.
Начиная с 2002 года, предприятие выпускает кормозаготовительную технику по лицензии итальянских компаний Wolagri s.p.a. и Tonutti s.p.a (позже они объединились в Tonutti Group).
В 2005 году Краснокамский РМЗ освоил новое направление деятельности — лазерную резку металла (бренд «Лазерные технологии»), а в 2007 году предприятие начало выпуск логистического оборудования — уравнительных платформ под собственным брендом STL.
С 2008 года на предприятии производятся защиты картера для легковых автомобилей.
В 2011 году Краснокамский РМЗ вывел на рынок свою собственную разработку — универсальный фронтальный погрузчик FRONTLIFT-800, предназначенный для сельского и коммунального хозяйств, а в 2012 году на заводе началось производство грузовых автоприцепов.

## Приватизация и смена собственников
В 1993 году собственником завода, выкупив в разных долях паи, стал его коллектив.
Заказов, начиная с середины 90-х, было недостаточно, финансов не хватало для погашения всех долгов. В 2000 году было введено внешнее управление завода, назначен управляющий, который отстранил от работы директора Виктора Куренкова и начал готовиться к процедуре банкротства.
Численность рабочего коллектива стремительно убывала: в январе 1993 года на заводе работало 67 человек, за 7 лет, к 2000 году, их число сократилось до 20.
В 2001 году паи собственников завода были выкуплены группой опытных управленцев промышленного производства, ранее работавших на предприятиях Пермской области. Предприятие было переориентировано на изготовление металлоконструкций в рамках производственной кооперации и выпуск сельхозтехники по лицензии итальянской компании-производителя сельскохозяйственной техники Wolagri s.p.a.
В 2003 году в число собственников Краснокамского РМЗ вошла итальянская компания Tonutti s.p.a., выкупив сначала 20 процентов акций предприятия, а затем контрольный пакет в 51 %.
В 2003 году предприятие вышло на самоокупаемость, с 2004-го по 2007 ежегодно отмечался рост объёмов производства. Краснокамский РМЗ пережил кризис 2008—2009 годов, сохранив позиции на рынке и не проводя сокращение персонала, и в 2010 году вновь вышел на докризисный уровень. В 2010 году была утверждена долгосрочная инвестиционная программа на 2011—2014 годы.

## Собственники и руководство
Владельцем 51 % акций Краснокамского РМЗ является итальянская компания Tonutti Group (она объединяет производителей сельхозтехники Tonutti s.p.a. и Wolagri s.p.a).
Директор Краснокамского РМЗ — Дмитрий Теплов (с 2000 года, с перерывом в 2009—2010 годах, когда он возглавлял Министерство промышленности, науки и инноваций Пермского края).